# Ögonblicken som förändrade sporten
Ögonblicken som förändrade sporten är en svensk dokumentärserie om sporthistoria från 2019, med manus och regi av Magnus Sjöström. Serien skildrar enskilda idrottsprestationer som haft avgörande påverkan på sportens utveckling. Serien är producerad av UR och sändes ursprungligen på SVT i februari 2019.

## Beskrivning
Ögonblicken som förändrade sporten skildrar idrottsprestationer som påverkat den moderna sportens utveckling. Programmen är tematiskt indelade och varje avsnitt porträtterar tre specifika sportögonblick: 
Episod 1 - På snö: Bill Kochs skejting-teknik (skidåkning). Jan Boklövs V-stil (backhoppning). Winter X-games betydelse för snösportens utveckling (snowboard).
Episod 2 - I luften: Dick Fosburys flop-stil (höjdhopp). Melanie Smiths världscupvinst (banhoppning). Bob Beamons världsrekordhopp (längdhopp).
Episod 3 - I vatten: Australia II vinner America cup (segling). Ellie Simmonds paralympiska guld (simning). Ralph Samuelson uppfinner vattenskidan (vattenskidåkning).
Episod 4 - På hjul: Tony Hawks 900-trick under X-games (skateboard). Greg LeMonds Tour de France-vinst med tempostyre (cykling). Hannu Mikkola och Audis fyrhjulsdrift (rallysport).
Episod 5 - På is: Petra Burkas trippel och Kurt Brownings kvadrupel (konståkning). Stan Mikitas hookade klubblad (ishockey). Kälkhockey uppfinns på Drevvikens is (paraishockey).
Episod 6 - Med boll: Los Angeles Lakers Showtime-spel (basket). Ajax utvecklar totalfotboll (fotboll) Steve Davis gör första tv-sända maxbreaket (snooker). 
Episod 7 - På banan: Cathy Freemans OS-guld på 400 meter (löpning), Katherine Switzer genomför Boston marathon (maraton). Joep Bartel sätter musik till dressyr (ridsport).
Episod 8 - I hallen: Nadia Comanecis perfekta tia (gymnastik). Royce Gracie vinner den allra första UFC-turneringen (MMA). Muhammad Ali visar att en idrottare kan ta politisk ställning (boxning).
Ögonblicken som förändrade sporten är den femte upplagan i ordningen av URs ”Som förändrade”-serie om kulturhistoria. De övriga upplagorna i serien är: Låtarna som förändrade musiken (2012), Bilderna som förändrade vetenskapen (2013), Programmen som förändrade TV (2014), Scenerna som förändrade filmen (2016), Byggnaderna som förändrade staden (2019), samt Händelserna som förändrade klimatet (2024).